# Sabinella troglodytes
Sabinella troglodytes är en snäckart som först beskrevs av Thiele 1925.  Sabinella troglodytes ingår i släktet Sabinella och familjen Eulimidae. Inga underarter finns listade i Catalogue of Life.